# Sinh vật nổi tự do

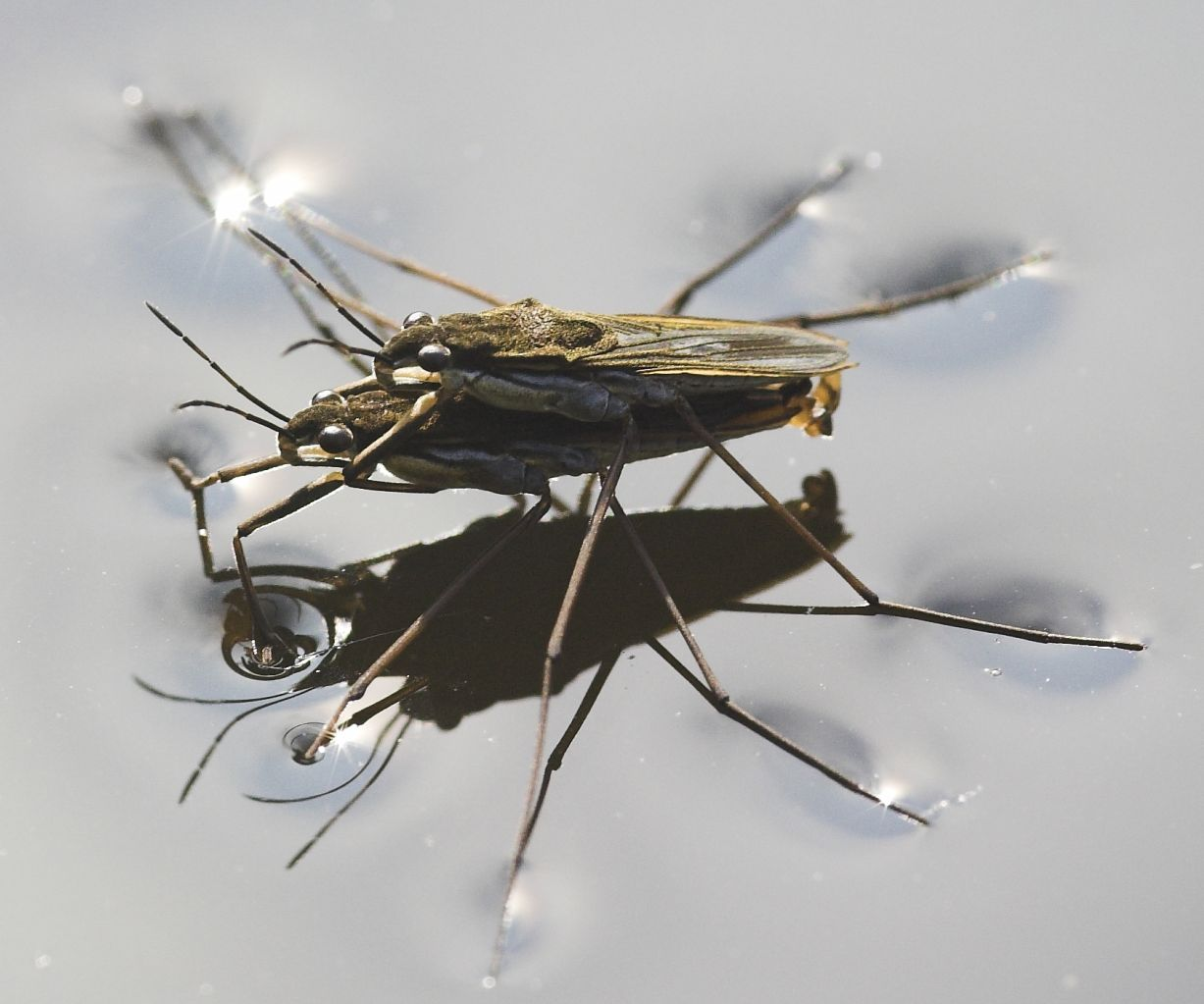
Strider nước, một sinh vật nổi tự do phổ biến

Sinh vật nổi tự do là những sinh vật sống trong lớp bề mặt mỏng tồn tại ở bề giao giữa không khí-nước của một vùng nước như môi trường sống của chúng. Ví dụ bao gồm một số vi khuẩn lam, một số loài chân bụng, dương xỉ Azolla và Salvinia và các cây hạt giống Lemna, Wolffia, Pistia, Eichhornia crassipes và Hydrocharis. Một số chất bảo vệ nấm và nấm giống như cũng có thể được tìm thấy.

## Neuston
Thuật ngữ Neuston được sử dụng:
- Như một từ đồng nghĩa với Pleuston: do đó, thuật ngữ tập thể cho các sinh vật nổi trên đỉnh nước (epineuston) hoặc sống ngay dưới bề mặt (hyponeuston).
- Đó là tập hợp con của các sinh vật nổi siêu nhỏ [2] hoặc những sinh vật dựa vào sức căng bề mặt để nổi.[3] Điều này được so sánh với thuật ngữ pleuston, sau đó là tập lớn của nó, bao gồm cả những sinh vật trôi nổi bởi độ nổi.

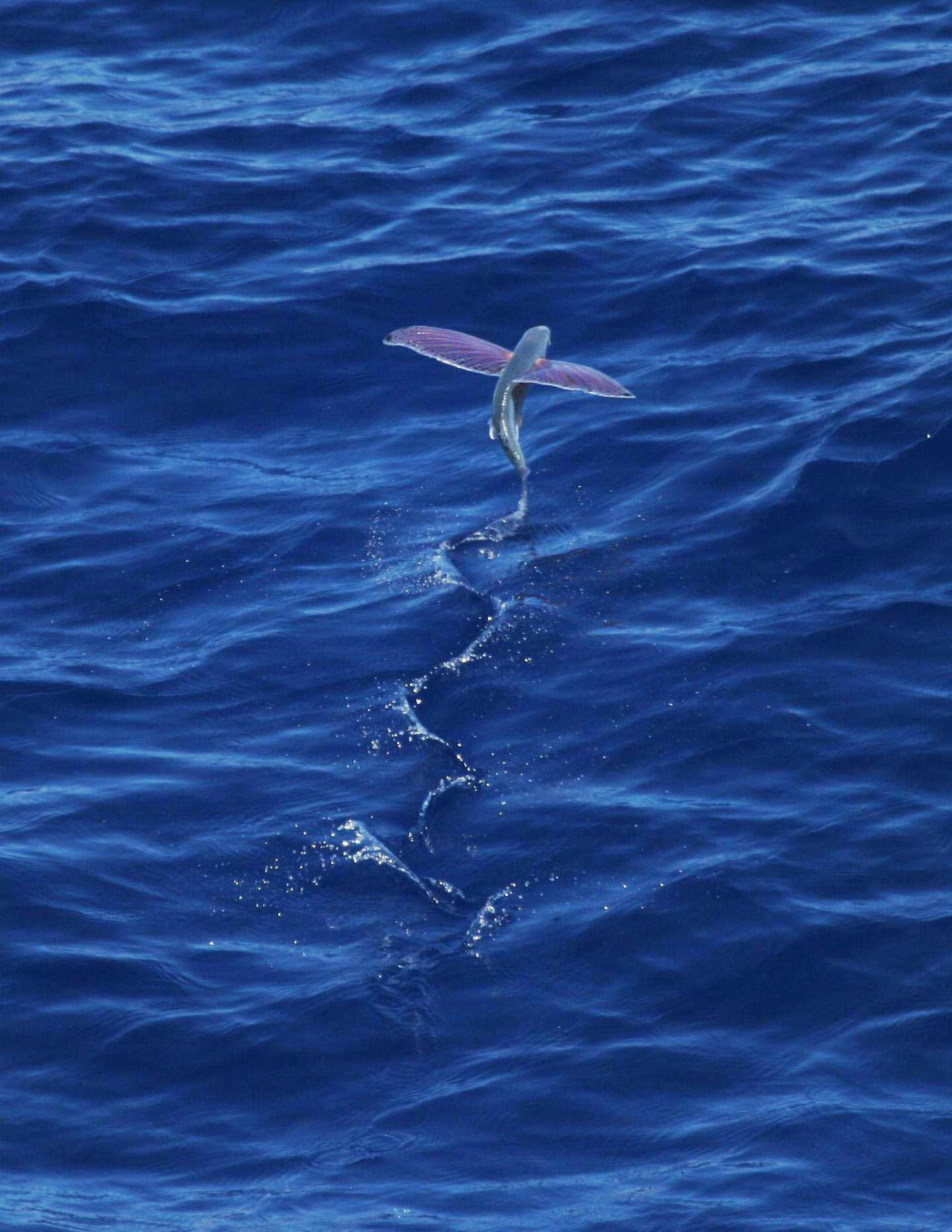
Một con cá chuồn

Neuston, được định nghĩa rộng rãi, từ một số loài cá (xem cá chuồn ), bọ cánh cứng (xem bọ cánh cứng), động vật nguyên sinh, vi khuẩn và nhện (xem nhện câu cá và nhện chuông lặn). Các loại bọ đuôi bật trong chi Podura và Sminthurides hầu như chỉ có tính chất neustonic, trong khi các loài Hypogastrura thường tập hợp trên bề mặt ao. Những con bọ nước như Gerris là những ví dụ phổ biến của côn trùng hỗ trợ trọng lượng của chúng đối với sức căng bề mặt của nước. Bằng cách mở rộng, thuật ngữ này cũng có thể đề cập đến các tập hợp nổi không có tổ chức (xem, ví dụ,vá rác lớn Thái Bình Dương).

## Sự khác biệt so với đời sống thủy sinh khác
Sinh vật phù du (sinh vật nổi hoặc trôi trong nước) được phân biệt với nekton (sinh vật bơi, mạnh mẽ, trong nước) và sinh vật đáy (sinh vật dưới đáy nước).